# Vosnon
Vosnon est une commune française, située dans le département de l'Aube en région Grand Est.

## Géographie
| Nogent-en-Othe  | Maraye-en-Othe       |                |
| Sormery Yonne   | Vosnon               | Eaux-Puiseaux  |
| Coursan-en-Othe | Villeneuve-au-Chemin | Ervy-le-Châtel |

### Hydrographie

#### Réseau hydrographique
La commune est dans la région hydrographique « la Seine de sa source au confluent de l'Oise (exclu) » au sein du bassin Seine-Normandie. Elle est drainée par le ruisseau du Saussoi,.
Le ruisseau du Saussoi, d'une longueur de 11 km, prend sa source dans la commune  et se jette  dans l'Armance à Ervy-le-Châtel, après avoir traversé trois communes. 

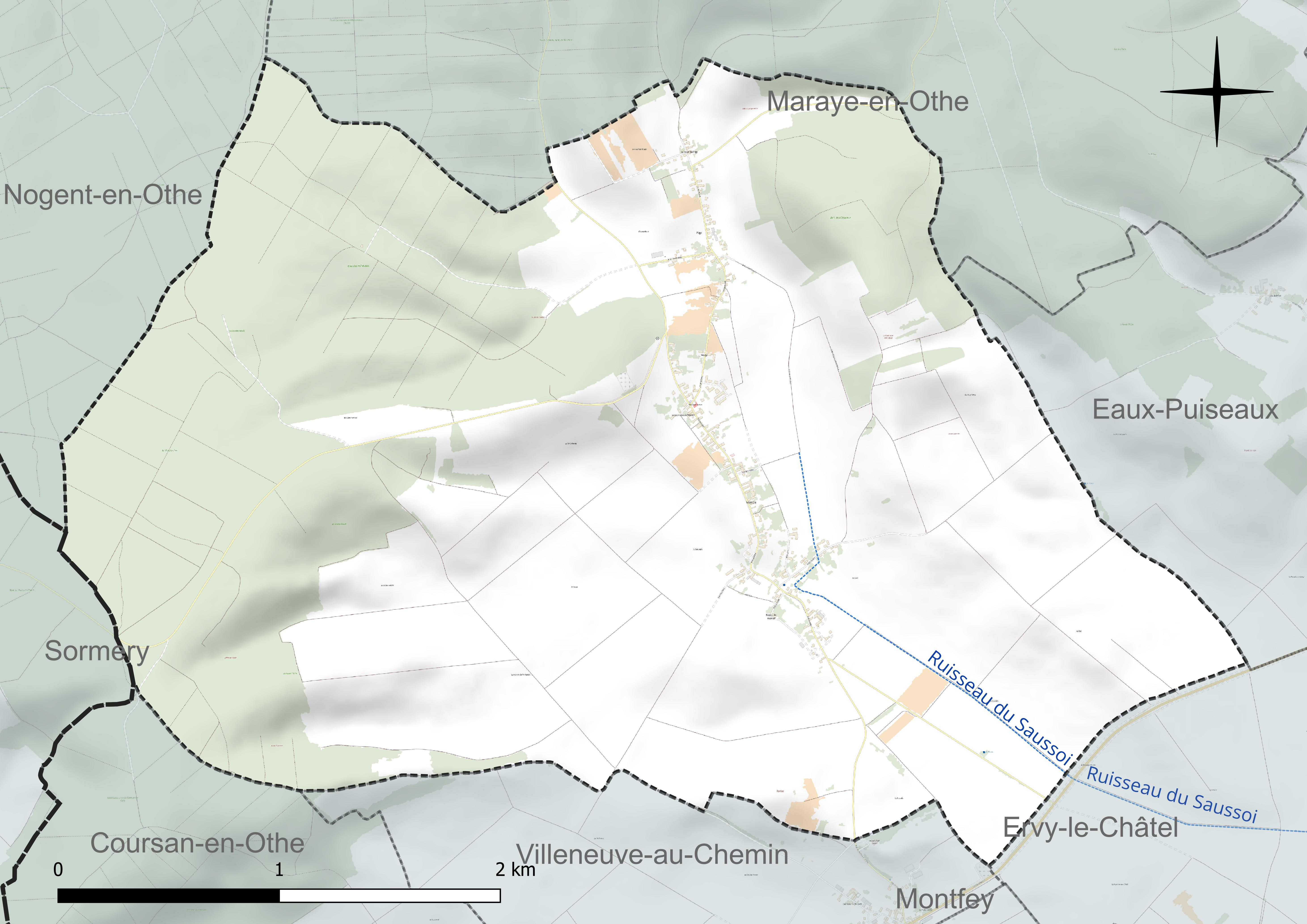
Réseau hydrographique de Vosnon.

#### Gestion et qualité des eaux
Le territoire communal est couvert par le schéma d'aménagement et de gestion des eaux (SAGE) « Armançon ». Ce document de planification concerne le territoire du bassin versant de l'Armançon qui s’étend sur 3 100 km2 et se répartit sur trois départements (l'Aube, l'Yonne et la Côte-d'Or). Il a été approuvé le 6 mai 2013. La structure porteuse de l'élaboration et de la mise en œuvre est le syndicat mixte du bassin versant de l'Armançon (SMBVA). 
La qualité des cours d’eau peut être consultée sur un site dédié géré par les agences de l’eau et l’Agence française pour la biodiversité. 

### Climat
Pour des articles plus généraux, voir Climat du Grand Est et Climat de l'Aube.
En 2010, le climat de la commune est de type climat océanique dégradé des plaines du Centre et du Nord, selon une étude du Centre national de la recherche scientifique s'appuyant sur une série de données couvrant la période 1971-2000. En 2020, Météo-France publie une typologie des climats de la France métropolitaine dans laquelle la commune est exposée à un climat océanique altéré et est dans la région climatique  Lorraine, plateau de Langres, Morvan, caractérisée par un hiver rude (1,5 °C), des vents modérés et des brouillards fréquents en automne et hiver. 
Pour la période 1971-2000, la température annuelle moyenne est de 10,5 °C, avec une amplitude thermique annuelle de 15,8 °C. Le cumul annuel moyen de précipitations est de 780 mm, avec 12,1 jours de précipitations en janvier et 8 jours en juillet. Pour la période 1991-2020, la température moyenne annuelle observée sur la station météorologique de Météo-France la plus proche, « Saint-Mards », sur la commune de Saint-Mards-en-Othe à 8 km à vol d'oiseau, est de 11,1 °C et le cumul annuel moyen de précipitations est de 759,6 mm. 
La température maximale relevée sur cette station est de 41,2 °C, atteinte le 25 juillet 2019 ; la température minimale est de −21,3 °C, atteinte le 2 janvier 1997,,. 
Les paramètres climatiques de la commune ont été estimés pour le milieu du siècle (2041-2070) selon différents scénarios d'émission de gaz à effet de serre à partir des nouvelles projections climatiques de référence DRIAS-2020. Ils sont consultables sur un site dédié publié par Météo-France en novembre 2022.

## Urbanisme

### Typologie
Au 1er janvier 2024, Vosnon est catégorisée commune rurale à habitat dispersé, selon la nouvelle grille communale de densité à 7 niveaux définie par l'Insee en 2022.
Elle est située hors unité urbaine. Par ailleurs la commune fait partie de l'aire d'attraction de Troyes, dont elle est une commune de la couronne,. Cette aire, qui regroupe 209 communes, est catégorisée dans les aires de 200 000 à moins de 700 000 habitants,.

### Occupation des sols
L'occupation des sols de la commune, telle qu'elle ressort de la base de données européenne d’occupation biophysique des sols Corine Land Cover (CLC), est marquée par l'importance des territoires agricoles (62,6 % en 2018), une proportion identique à celle de 1990 (62,6 %). La répartition détaillée en 2018 est la suivante : 
terres arables (56,1 %), forêts (37,3 %), zones agricoles hétérogènes (6,5 %), milieux à végétation arbustive et/ou herbacée (0,2 %). L'évolution de l’occupation des sols de la commune et de ses infrastructures peut être observée sur les différentes représentations cartographiques du territoire : la carte de Cassini (XVIIIe siècle), la carte d'état-major (1820-1866) et les cartes ou photos aériennes de l'IGN pour la période actuelle (1950 à aujourd'hui).

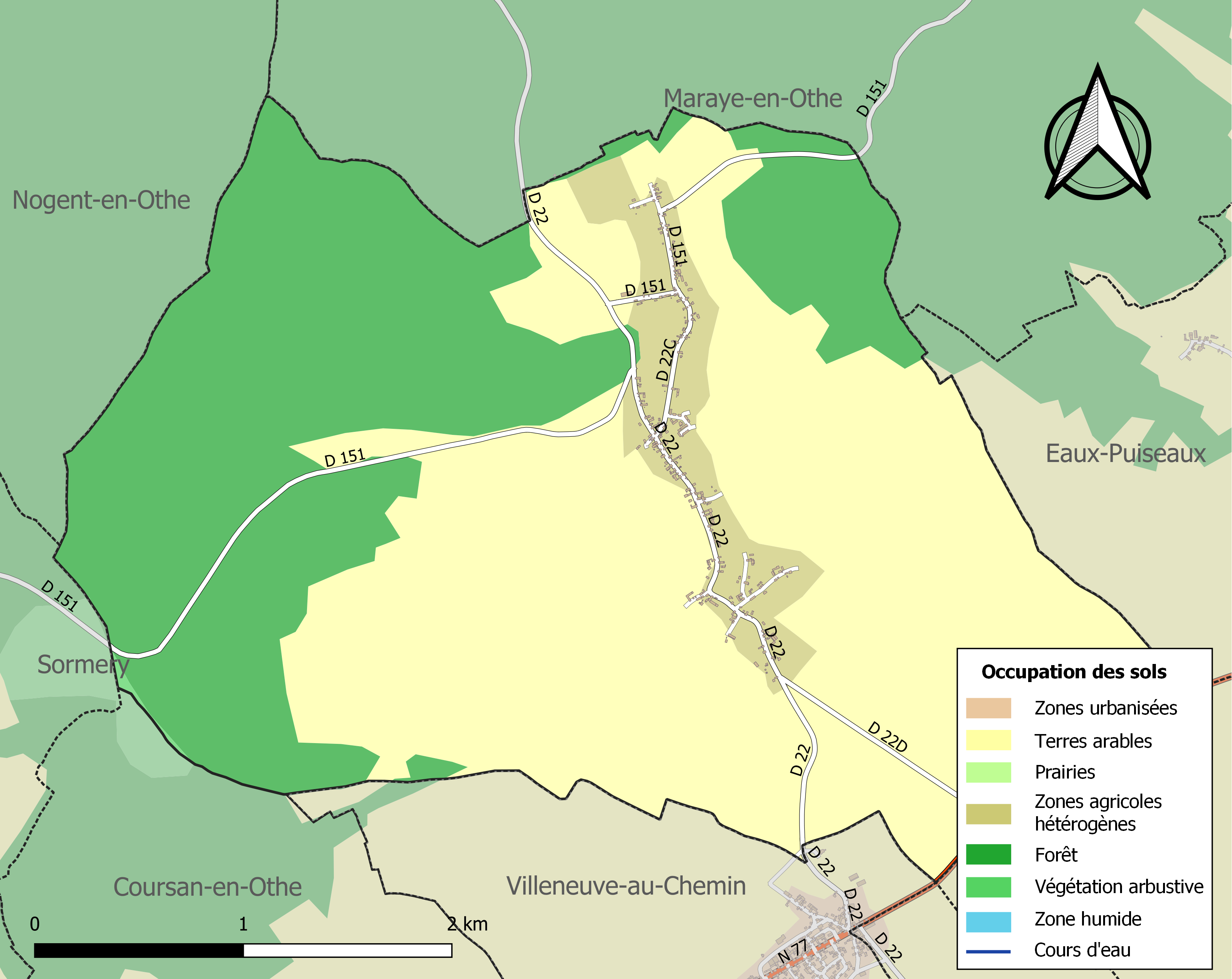
Carte des infrastructures et de l'occupation des sols de la commune en 2018 (CLC).

## Histoire
Le prieuré Saint-Bénigne de Vosnon est mentionné dès 1274. Il relève de l'abbaye Saint-Bénigne de Dijon.

## Politique et administration

### Administration municipale
| Période                                  | Période  | Identité                                       | Étiquette | Qualité     |
| ---------------------------------------- | -------- | ---------------------------------------------- | --------- | ----------- |
| Les données manquantes sont à compléter. |          |                                                |           |             |
| 2001                                     | 2014     | Éliane Carr                                    |           |             |
| 2014                                     | En cours | Denis Pelletier Réélu pour le mandat 2020-2026 | DVD       | Agriculteur |

### Intercommunalité
La commune fait partie de la communauté de communes de la Région du val d'Armance.

## Population et société

### Évolution démographique
L'évolution du nombre d'habitants est connue à travers les recensements de la population effectués dans la commune depuis 1793. Pour les communes de moins de 10 000 habitants, une enquête de recensement portant sur toute la population est réalisée tous les cinq ans, les populations de référence des années intermédiaires étant quant à elles estimées par interpolation ou extrapolation. Pour la commune, le premier recensement exhaustif entrant dans le cadre du nouveau dispositif a été réalisé en 2007.

En 2022, la commune comptait 237 habitants, en évolution de +2,6 % par rapport à 2016 (Aube : +0,7 %, France hors Mayotte : +2,11 %).
| 1793 | 1800 | 1806 | 1821 | 1831 | 1836 | 1841 | 1846 | 1851 |
| ---- | ---- | ---- | ---- | ---- | ---- | ---- | ---- | ---- |
| 676  | 820  | 803  | 713  | 774  | 789  | 738  | 757  | 708  |

| 1856 | 1861 | 1866 | 1872 | 1876 | 1881 | 1886 | 1891 | 1896 |
| ---- | ---- | ---- | ---- | ---- | ---- | ---- | ---- | ---- |
| 668  | 635  | 607  | 575  | 570  | 528  | 488  | 443  | 426  |

| 1901 | 1906 | 1911 | 1921 | 1926 | 1931 | 1936 | 1946 | 1954 |
| ---- | ---- | ---- | ---- | ---- | ---- | ---- | ---- | ---- |
| 398  | 382  | 339  | 284  | 257  | 241  | 250  | 237  | 226  |

| 1962 | 1968 | 1975 | 1982 | 1990 | 1999 | 2006 | 2007 | 2012 |
| ---- | ---- | ---- | ---- | ---- | ---- | ---- | ---- | ---- |
| 207  | 180  | 149  | 114  | 135  | 164  | 191  | 195  | 223  |

| 2017 | 2022 | - | - | - | - | - | - | - |
| ---- | ---- | - | - | - | - | - | - | - |
| 233  | 237  | - | - | - | - | - | - | - |

### Pyramide des âges
En 2018, le taux de personnes d'un âge inférieur à 30 ans s'élève à 29,2 %, soit en dessous de la moyenne départementale (35,2 %). À l'inverse, le taux de personnes d'âge supérieur à 60 ans est de 30 % la même année, alors qu'il est de 27,7 % au niveau départemental.
En 2018, la commune comptait 118 hommes pour 114 femmes, soit un taux de 50,86 % d'hommes, largement supérieur au taux départemental (48,59 %).
Les pyramides des âges de la commune et du département s'établissent comme suit.
| Hommes | Classe d’âge | Femmes |
| ------ | ------------ | ------ |
| 0,0    | 90 ou +      | 1,8    |
| 10,9   | 75-89 ans    | 11,4   |
| 19,3   | 60-74 ans    | 16,7   |
| 21,0   | 45-59 ans    | 28,1   |
| 16,0   | 30-44 ans    | 16,7   |
| 7,6    | 15-29 ans    | 10,5   |
| 25,2   | 0-14 ans     | 14,9   |

| Hommes | Classe d’âge | Femmes |
| ------ | ------------ | ------ |
| 0,8    | 90 ou +      | 2,1    |
| 7,4    | 75-89 ans    | 10,2   |
| 17,4   | 60-74 ans    | 18,4   |
| 19,4   | 45-59 ans    | 19     |
| 17,8   | 30-44 ans    | 17,3   |
| 18,3   | 15-29 ans    | 15,9   |
| 19     | 0-14 ans     | 17,1   |

## Culture et patrimoine

### Lieux et monuments
- L'église Saint-Blaise est construite en bois.

### Personnalités liées à la commune
- Pierre-Roch Vigneron (1789-1872), artiste peintre né à Vosnon. Élève du baron Gros, on souligne son talent dans la restitution précise du détail, par exemple dans ses tableaux Napoléon Ier à cheval, conservé au musée de Tarbes et La Prise de Missolonghi, conservée au musée de Bagnères-de-Bigorre[25].
- André Gorz (1923-2007), philosophe et cofondateur du Nouvel Observateur, y a vécu de 1984 à sa mort en 2007.

## Héraldique
| Blason de Vosnon | Blason  | D'azur au chevron d'argent accompagné en chef de deux glands du même feuillés de sinople et en pointe d'une tête de loup d'argent, au chef d'or chargé de trois pommes de gueules feuillées de sinople. |
| Blason de Vosnon | Détails | Enregistré à l'armorial de l'Aube en 2000. Le statut officiel du blason reste à déterminer. |